# Поход в Киимаярви
Поход в Киимаярви — рейд лыжного отряда Тойво Антикайнена против карельских повстанцев и финских добровольцев в январе 1922 года.

## Предыстория
Вначале взаимоотношения Финляндии и Советской России складывались позитивно, так как именно советское правительство признало независимость Финляндии. Однако начавшаяся в Финляндии гражданская война вызвала раскол на «красных» и «белых». В результате к власти пришел антикоммунистический режим Маннергейма, который в соответствии с националистической модой того времени верил в идею Великой Финляндии, которая бы объединила финно-угорские народы от Скандинавии до Урала. Советская Россия к 1921 году была чрезвычайно ослаблена и, как тогда казалось, не могла оказать эффективного противодействия. В результате началась Карельское восстание (1921-1922).

## Подготовка
Отряд Антикайнена отправился из Петрограда (Московский вокзал) 5 января 1922 года в 18:00. 6 января эшелон прибыл Петрозаводск. В вагоне командующего Карельским районом была уточнена боевая задача. На железнодорожной станции Масельгская к 7 января был сформирован отряд из 170 человек, вооруженный ручными гранатами, автоматами Фёдорова, пулеметами Мадсена и винтовками. Отряд не имел обоза и точных сведений о противнике, Антикайнен даже не знал, где конкретно располагается штаб белофиннов. Обеспечение похода и отвлечение белофиннов от места прорыва обеспечивал Машаров.
Участниками похода были прежде всего «красные финны», бежавшие из «буржуазной» Финляндии в Петроград. Все они прошли подготовку в Петроградской интернациональной военной школе, поэтому их нередко называли «курсантами», а отряд «батальоном». Во время похода отряд преодолел около 900 км (от станции Масельгская до Кимасозеро).

## Ход событий
Из Масельгской 8 января отряд, пробираясь через заснеженный сосновый лес и лед Сегозера, прибыл в Паданы. Здесь отряд от лесников получил точные карты района и личному составу была объявлена боевая задача. 9 января Антикайнен покинул Паданы. Его путь лежал в Гонга-Наволок. Оставив там часть бойцов (включая командира Инно) отряд разделился на две роты (под командованием комрота Хейконена и комрота Карьялайнена) и двинулся дальше через Масельский кряж.
Первых пленных белофиннов бойцы Антикайнена захватили 11 января в заброшенной рыбацкой сауне. От них стало известно, что в Пененге (середина пути от Паданы к Реболы) расположился белофиннский отряд поручика Лассу (15 бойцов). Антикайнен совершил стремительный ночной переход и утром 12 января в ходе стремительной атаки деревни Пененги захватил её. Часовой был застигнут врасплох и обезоружен, а белофинский отряд захвачен во время завтрака. Пленные были отправлены в тыл.
14 января отряд Антикайнена прибыл в Реболы, но белофиннов там не оказалось, так как были наслышаны о наступлении частей Красной Армии. Лыжники остановились на двухдневный отдых, однако здесь едва не произошел конфликт между наступающими частями регулярной Красной армии и отрядом Антикайнена, поскольку говорящие по-фински часовые с красным флагом вызвали подозрение. Отряд красных диверсантов едва не попал под дружеский огонь своей артиллерии. 17 января Антикайнен выступил на север и на следующий день прибыл в деревню Концеостров (ныне нежилое место в заповеднике на озере Ровкульском), где от сочувствующих советской власти местных жителей узнал о штабе финских интервентов в Кимасозере.
Для обеспечения внезапности атаки необходимо было своевременно и бесшумно нейтрализовать пункты «летучей почты» из наблюдательных постов белофиннов. В целях маскировки Антикайнен выдавал себя за капитана Риутта, командира добровольцев из Хельсинки. Утром 20 января отряд Антикайнена с юга подошел к деревне Кимасозерской. Здесь произошла стремительная 20-ти минутная атака, в котором Антикайнен не потерял ни одного бойца, а белофинны потеряли 9 убитых. 46 человек было захвачено в плен. Белофинны в суматохе не смогли организовать эффективную оборону и в панике бежали (среди них был и командир Ильмаринен). В суматохе оказались поначалу и красные финны, так как утренний колокольный звон был принят за сигнал тревоги. Тем не менее бой был выигран, а Антикайнену также достался обоз с патронами. Удалось освободить и группу из 30 советских пленных (карельских крестьян, отказавшихся сотрудничать с интервентами). Белофинны их приговорили к расстрелу. Однако после столь крупной атаки фактор внезапности был потерян.
При дальнейшем продвижении отряд Антикайнена уже натыкался на организованное сопротивление. 27 января в бою за деревню Барыш-наволок (в 25 км к востоку от Кимасозера на озере Нюк) он понес первые потери. В ночном бою погибли несколько пулеметчиков. Ранения получили Аксель Анттила и Бруно Лахти. Всех раненых отправили санным путем через Кимасозеро в тыл. 1 февраля отряд потерял ещё троих бойцов в боях за деревни Лувозеро и Кондока. Далее Антикайнен двинулся в Ухту, а оттуда через Кемь по железной дороге возвратился в Петрозаводск.

## Значение
Рейд Антикайнена имел решающее значение для изгнания белофинских отрядов из Советской Карелии в 1922 году. Успех был обусловлен тем, что «красные финны» в совершенстве знали финский язык, использовали лыжи и белые маскировочные халаты, что обеспечило скрытность, маскировку и стремительность. Отряд был превосходно подготовлен и имел высокую мотивацию (противник именовался словом Lahtari, то есть мясник).

## Экипировка
- Одежда: валенки, ватные штаны, буденовки, гимнастерки, полушубки, рукавицы.
- Продовольствие: шпик, сахар, консервы, шоколад, спирт.

## Память
На станции Масельгская и в деревне Кимасозеро установлены памятные знаки в честь похода.

### Лыжня Антикайнена
В 2020 году глава Карелии Артур Парфенчиков предложил возродить «лыжню Антикайнена», которую впервые в качестве спортивного марафона провели в 1935 году при участии ветеранов боевого похода Аксели Анттила и Эркки Ояла. Впоследствии в послевоенное время масштабы лыжни стали скромнее в целях массового участия, вместо 1100 км можно было пройти лишь 100 км, но обязательным условием оставалась многодневность похода, умение поставить палатку и разжечь костер на снегу. В 1990 году традиция проводить лыжный марафон была приостановлена. В 2006 году были предприняты попытки возрождения традиции

## В кино
- За советскую родину (1937)